# Застібка
За́стібка — пристрій для з'єднання різноманітних елементів одягу, взуття, галантерейних предметів тощо.

## Різновидності
| Фото | Назва                | Опис |
| ---- | -------------------- | --- |
|      | Липучка              | Застібка, яка діє за принципом реп'яшника: пружні гачки чіпляються за нитки повсті.                                                                                               |
|      | Блискавка або змійка | Застібка, у якій зубці спеціальної форми за допомогою бігунка зачіпляються один за одного.                                                                                        |
|      | Блискавка без губи   | За формою і принципом дії схожа на застібку-блискавку, проте не має зубців — замість них використовується еластичний пластик. Іноді не має навіть бігунка і застібується пальцями |
|      | Пряжка               | Застібка для ременя, яка складається з кільця і рухомо закріпленого на ньому стрижня, завдовжки трохи більше діаметра кільця.                                                     |
|      | Фастекс              | Напівавтоматична застібка для ременя, стропа. |
|      | Ґудзик               | Пришита або приклепана до тканини тверда пластинка, на яку накидають петлю |
|      | Запонка              | Застібка, яка просовується у отвір в тканині і закріпляється з іншої сторони |
|      | Фібула               | Металева застібка для одягу, яка одночасно є прикрасою. |
|      | Англійська шпилька   | За принципом дії схожа на фібулу, однак має простішу форму. |
|      | Шпилька              | Являє собою голку з тупою головкою на одному кінці. |
|      | Гаплик               | Складається з металічних гачка і петлі. |
|      | Кнопка               | Фіксується за рахунок сили пружності пружини або матеріалу самої кнопки |
|      | Карабін              | Має форму скоби із защіпкою-пружиною |